# Introduction to Automata Theory, Languages, and Computation
Introduction to Automata Theory, Languages, and Computation, poznata i kao engl. Cinderella Book (pepeljugina knjiga), je utjecajni udžbenik iz računarstva kojeg su napisali John Hopcroft i Jeffrey Ullman na temu formalnih jezika i teorije računanja. Nadimak je knjige izveden iz djevojke (putativno pepeljuge) na koricama s Rube Goldbergovim strojem. Prvo je izdanje objavljeno 1979., drugo izdanje u studenom 2000., dok je treće izdanje izdano u veljači 2006.

## Vanjske poveznice
- Stranica knjige